# 1980년 로스앤젤레스 영화 비평가 협회상
제6회 로스앤젤레스 영화 비평가 협회상은 1980년 12월 20일에 발표되어 1981년 1월 9일에 열린 시상식이다.

## 수상 및 후보

### 작품상
- 분노의 주먹

### 감독상
- 테스 - 로만 폴란스키 수상

### 남우주연상
- 분노의 주먹 - 로버트 드 니로 수상

### 여우주연상
- 광부의 딸 - 씨씨 스페이식 수상

### 남우조연상
- 보통 사람들 - 티모시 허튼 수상

### 여우조연상
- 멜빈과 하워드 - 메리 스틴버겐 수상

### 각본상
- 세코커스 7 - 존 세일즈 수상

### 촬영상
- 테스 - Ghislain Cloquet 수상
- 테스 - 죠프리 언스워스 수상

### 음악상
- 롱 라이더스 - 라이 쿠더 수상

### 외국어영화상
- 양철북 - 폴커 슐렌도르프 수상

### 독립영화상
- 저니 프럼 베를린/1971 - 이본느 라이너 수상
- 데몬 러버 다이어리 - Joel Dermott 수상

### 신인상
- 검은 종마 - 캐럴 발라드 수상

### 공로상
- 로버트 미첨 수상